# 夷
夷，中國古代中原人對其以東的東方部落的稱呼，最早可見於商代甲骨文與金文記錄中。中國上古史學專家許倬雲認為，後世中國的「蠻夷戎狄」等詞，在上古時代並沒有貶義，像神話中射下太陽的后羿一方面是文化英雄，另外一方面也是干擾夏政的夷人。

## 意涵
許倬雲認為上古時蛮可化华，华亦可变蛮，因而夷狄和華夏并非完全對立而是有相互轉化的過程。
夷在古代並沒有野蠻的貶義，還是意指「仁者」，如孔子曾抱怨若中國不能待還不如去夷人的地方，因此許倬雲推測「在廟底溝二期文化時，位於今日黃河流域的新石器時代居民，也許真的會羨慕山東地區的富庶生活與高文化水平」。

### 周秦時期
由於周朝的封國制度其實是分封在各交通及戰略要地的城堡，而國則是指城圍護的駐防基地，周王室的號令只達城邑的“國”而城外即是鄉野，許倬雲主張國人（君子）与“野人”的差別是华夏与夷狄的区分，并無“君子”优于野人的文化意義。
許倬雲認為，“楚秦吴越”是周人之“他者”。

### 漢朝時期
“夷”開始用來指代三韓、倭、沃沮等非漢族群。

## 來源
1. 1 2  肖春平. . 共识网. 2010-09-21  [2012-10-26]. （原始内容存档于2013-01-25）.
2. ↑  見p.31，許倬雲. . Chinese University Press. 2009  [2012-10-26]. ISBN 978-962-996-415-3. （原始内容存档于2013-12-31）.
3. ↑  許倬雲. . 网易历史. 2009  [2012-10-26]. （原始内容存档于2021-05-18）.